# London Town (canción)
«London Town» es una canción compuesta por los músicos británicos Paul McCartney y Denny Laine y publicada en el álbum de estudio de Wings London Town, en 1978.

## Publicación
«London Town» fue escrita por Paul McCartney y Denny Laine (quien previamente había sido miembro de la banda Moody Blues) en Perth (Australia), durante la gira Wings Over the World Tour en 1976. Incluye coros de Linda McCartney y del propio Laine. Publicado como sencillo, «London Town» alcanzó el puesto 39 en la lista estadounidense Billboard Hot 100 y el puesto 60 en la lista británica UK Singles chart.
El escritor Chris Ingham alabó la canción como una de las mejores del álbum, comentando que estaba «llena de los mejores toques sensitivos de sintetizadores pop».
El biógrafo de McCartney, Peter A. Carlin, la describió como «una agradable perspectiva de la vida en la ciudad vista desde fuera».
El escritor Tim Riley la llamó «voluntariamente malhumorada».
La publicación de «London Town» como sencillo fue acompañado de un videoclip protagonizado por Laine, Paul y Linda McCartney, quienes caminan sobre una cinta que imita una calle de Londres y en la que se van sucediendo distintos eventos. El videoclip contó con la participación del actor Victor Spinetti (1929-2012) haciendo mimo y fue recopilado en 2007 en el DVD The McCartney Years.

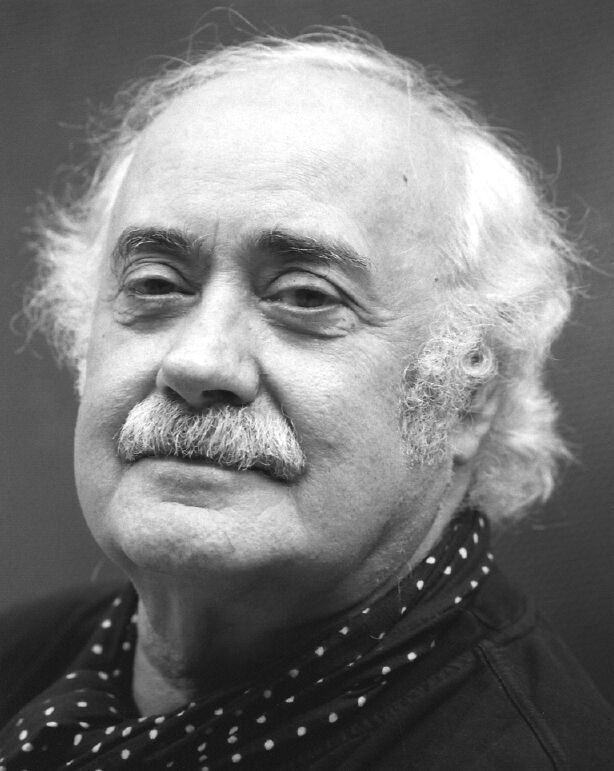
El actor británico Victor Spinetti actúa en el videoclip de esta canción.